# Michael Mantler

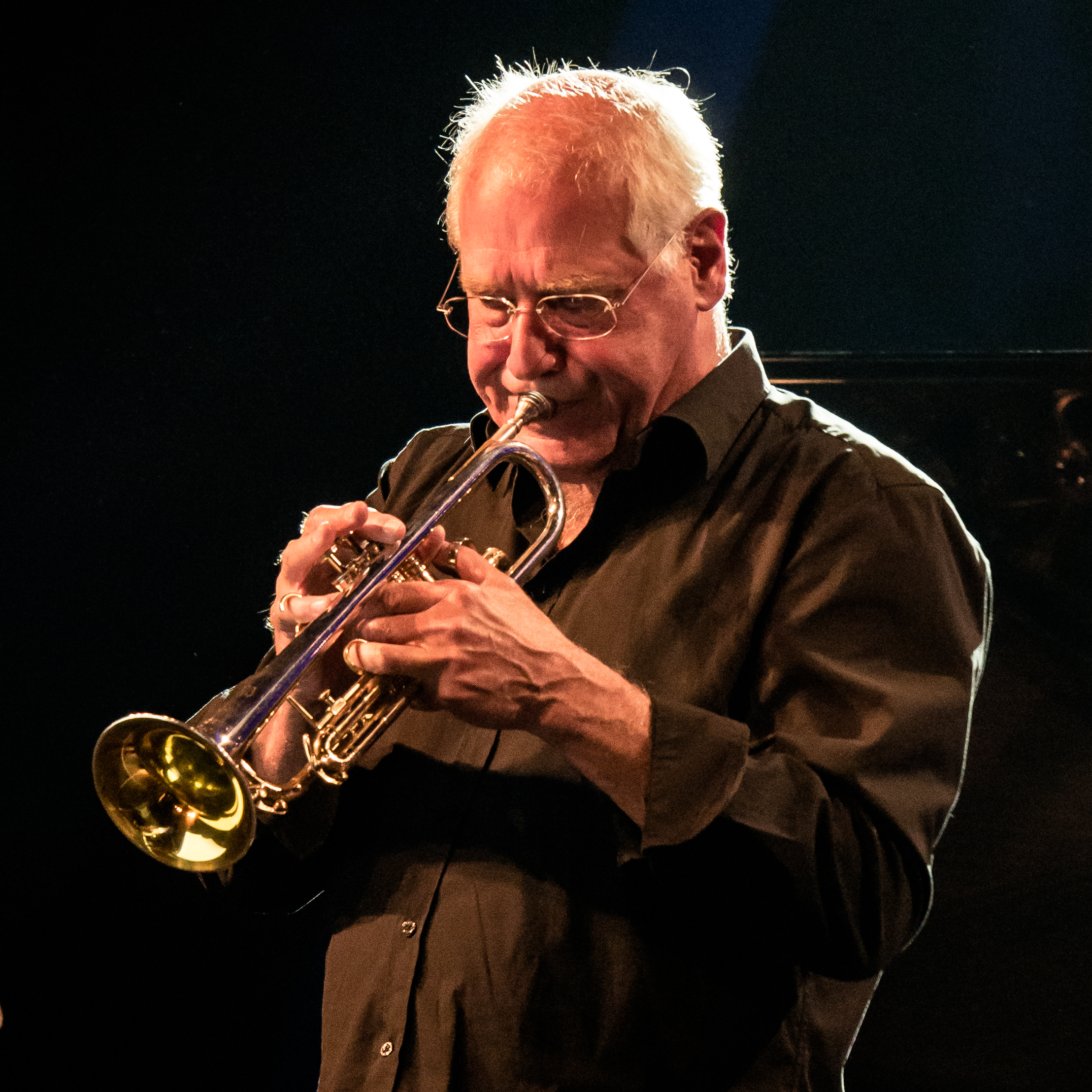
Michael Mantler in 2015

Michael Mantler (Wenen, 10 augustus 1943) is een van oorsprong Oostenrijks jazztrompettist, jazzcomponist, dirigent en producer.

## Biografie
Mantler groeide op in St. Pölten en kreeg zijn eerste muzikale opleiding aan de Faculteit Muziek en Muziekwetenschap aan de Universiteit van Wenen. In 1962 vertrok Mantler naar de Verenigde Staten en kwam in contact met de New Yorkse jazz avant-garde, bijvoorbeeld Cecil Taylor. Hij richtte destijds het Jazz Composers' Orchestra Association (JCOA) op om nieuwe jazzmuziek zonder winstoogmerk te stimuleren. In aansluiting daarop kwam in 1972 New Music Distribution Service, om de muziek te verspreiden (tot 1992).
In diezelfde beweging zat pianiste Carla Bley, met wie hij op muzikaal en persoonlijk vlak een relatie kreeg, die uitmondde in een dochter Karen Mantler, die ook musicus werd. Samen met Bley richtte hij een nieuw platenlabel op genaamd Watt Works, dat gedistribueerd werd door ECM Records. Aan het label was ook een studio en een muziekuitgeverij verbonden.
Zijn leven als trompettist staat in de schaduw van zijn werk als componist en bandleider. Er volgden allerlei muziekalbums van hem, waarbij geen eenduidige richting valt te bespeuren, anders dat de muziek in de categorie jazz valt. Zo bevat zijn album Something There muziek uitgevoerd met het London Symphony Orchestra en verschenen op andere albums liederen op teksten van onder meer Samuel Beckett (No Answer), Harold Pinter (Silence), en Edward Gorey (The Hapless Child).
Mantlers blik richtte zich toen weer op Europa. Er kwamen opdrachten en uitvoeringen voor de Zweedse, Duitse en Deense radio en bijvoorbeeld voor de Opera van Lille. Mantler componeerde voor muziekensemble in bijna elke denkbare samenstelling. Many Have No Speech bijvoorbeeld bevat liederen in het Engels, Duits en Frans geschreven door Beckett, Ernst Meister en Philippe Soupault. De begeleiding bestond uit kamerorkest, trompet- en gitaarsolisten. Voor de zangpartij werden musici uit de rockwereld aangetrokken zoals Jack Bruce, Marianne Faithfull en Robert Wyatt.
Vanaf 1991 vestigde Mantler zich definitief in Europa, waarbij hij pendelde tussen Kopenhagen en Zuid-Frankrijk. Zo af en toe volgen er opnamen, maar niet volgens een vast tijdpatroon. Ook de inschakelde musici voor tournees en plaatopnamen kennen een grote verscheidenheid, waarbij Jack Bruce en Robert Wyatt soms terugkeerden. Per project volgde er meestal een muziekalbum op Watt Works, dan wel op ECM Records.
- Folly Seeing All This is een samenwerking met het Balanescu Strijkkwartet;
- volgend ensemble was zijn eigen Chamber Music enSongs met veel Denen in de gelederen;
- zijn eerste opera The School of Understanding volgde in 1996 en werd in 1997 uitgegeven;
- zijn eerste symfonie One Symphony kwam in 1998;
- Hide and Seek is een album met teksten van Paul Auster, met zangers Robert Wyatt en Susi Hyldgaard;
- hij componeerde een Marimbaconcert in 2001 voor de Portugees Petro Carneiro, dat in 2005 haar première kreeg in Frankfurt
- Review is een verzamelalbum;
- Concertos is de exacte omschrijving van een aantal concertos.

## Discografie

### Onder eigen naam
- 1966: Communication (Fontana) — Jazz Composer's Orchestra
- 1966: Jazz Realities (Fontana) — met Steve Lacy en Carla Bley
- 1968: The Jazz Composer's Orchestra (JCOA/ECM) — met Cecil Taylor, Don Cherry, Pharoah Sanders, Larry Coryell, Roswell Rudd, en Gato Barbieri
- 1974: No Answer (Watt/ECM) — met Don Cherry, Jack Bruce, Carla Bley; teksten van Samuel Beckett
- 1975: 13 (Watt/ECM) — voor twee orkesten en piano
- 1976: The Hapless Child (Watt/ECM)  — met Robert Wyatt, Terje Rypdal, Jack DeJohnette; teksten van Edward Gorey
- 1977: Silence (Watt/ECM) — met Robert Wyatt, Kevin Coyne, Chris Spedding; teksten van Harold Pinter
- 1978: Movies (Watt/ECM) — met Larry Coryell, Steve Swallow, en Tony Williams
- 1980: More Movies (Watt/ECM) — met Philip Catherine, Steve Swallow, en Gary Windo
- 1983: Something There (Watt/ECM) — met Nick Mason, Mike Stern, Mike Gibbs, en het LSO
- 1985: Alien (Watt/ECM) — met Don Preston
- 1987: Live  (Watt/ECM) — met Jack Bruce, Rick Fenn, Don Preston, en Nick Mason
- 1988: Many Have No Speech (Watt/ECM) — met Jack Bruce, Marianne Faithfull, Robert Wyatt, Rick Fenn, het Deens Nationaal Orkest; teksten van Samuel Beckett, Ernst Meister, en Philippe Soupault
- 1990: The Watt Works Family Album (WATT/ECM) — verzamelalbum
- 1993: Folly Seeing All This (ECM) — met het Balanescu Strijkkwartet, Rick Fenn, Jack enBruce; teksten van Samuel Beckett
- 1995: Cerco Un Paese Innocente (ECM) — met Mona Larsen, Kamerorkest, en de Big Band van de Deense Radio; teksten van Giuseppe Ungaretti
- 1997: The School of Understanding (opera) (ECM) — met Jack Bruce, Mona Larsen, Susi Hyldgaard, John Greaves, Don Preston, Karen Mantler, Per Jørgensen, Robert Wyatt, kermorkest, strijkers van het Deense Omroeporkest, onder leiding van Giordano Bellincampi; teksten van Michael Mantler
- 2000: Songs and One Symphony (ECM) — met Mona Larsen met Kamerorkest en het Frankfurt Radiosymfonieorkest, onder leiding van Peter Rundel; teksten van Ernst Meister
- 2001: Hide and  Seek (ECM) — met Robert Wyatt, Susi Hyldgaard, en kamerorkest; teksten van Paul Auster
- 2006: Review (ECM) — opnamen van 1968 - 2000
- 2008: Concertos (ECM) — met Michael Mantler, Bjarne Roupé, Bob Rockwell, Roswell Rudd, Pedro Carneiro, Majella Stockhausen, Nick Mason, Kammerensemble Neue Musik Berlin, onder leiding van Roland Kluttig
- 2011: For Two (ECM) — met Bjarne Roupé and Per Salo
- 2014: The Jazz Composer's Orchestra Update (ECM) — met Michael Mantler, Bjarne Roupé, Harry Sokal, Wolfgang Puschnig, radio.string.quartet.vienna, David Helbock, Nouvelle Cuisine Big Band, onder leiding van Christoph Cech
- 2017: Comment c'est (ECM) — met Michael Mantler, Himiko Paganotti, Max Brand Ensemble, onder leiding van Christoph Cech; teksten van Michael Mantler
- 2021: Coda - Orchestra Suites (ECM) — met Michael Mantler, Bjarne Roupé, David Helbock, orkest onder leiding van Christoph Cech

### Met Carla Bley
- 1971: Escalator over the Hill (JCOA/ECM)
- 1974: Tropic Appetites (Watt/ECM)
- 1977: Dinner Music (Watt/ECM)
- 1978: European Tour 1977 (Watt/ECM)
- 1979: Musique Mecanique (Watt/ECM)
- 1981: Social Studies (Watt/ECM)
- 1981: Amarcord Nino Rota (Hannibal) — verschillende artiesten
- 1982: Live! (Watt/ECM)
- 1983: Mortelle Randonnée (Polygram) — soundtrack bij film Mortelle randonnée, van Claude Miller
- 1984: I Hate to Sing (Watt/ECM)
- 1984: Heavy Heart (Watt/ECM)
- 1984: That's the Way I Feel Now (A&M) — verschillende artietsen

### Met anderen
- 1969: A Genuine Tong Funeral (RCA) — Gary Burton
- 1970: Liberation Music Orchestra (album)  (Impulse) — Charlie Haden en het Liberation Music Orchestra
- 1976: Kew. Rhone. (Virgin) — John Greaves en Peter Blegvad
- 1981: Fictitious Sports (Harvest) — soloalbum van Nick Mason
- 1983: The Ballad of the Fallen  (ECM) — Charlie Haden en the Liberation Music Orchestra